# Édson José da Silva
Édson José da Silva (Água Preta, 9 maggio 1986) è un calciatore brasiliano, difensore del Murici.

## Caratteristiche tecniche
Gioca come difensore centrale.